# Шпијун који је дошао са хладноће (филм)
Шпијун који је дошао са хладноће (енгл. The Spy Who Came In from the Cold), понекад преведено и као Шпијун који се склонио у заветрину је британски црно-бели шпијунски трилер из 1965. године, којег је режирао Мартин Рит и који је базиран у целости на истоименом роману енглеског писца Џона ле Кареа. Роман су адаптирали сценаристи Пол Ден и Гај Троспер.
Радња филма је смештена 1962. године у јеку Хладног рата и прати обавештајца Службе за тајну обавештајну делатност (MI6) Алека Лимаса (Ричард Бартон) који је, након изражавања незадовољства својим радом у Берлину, послат на тајну мисију са циљем да се инфилтрира у комунистичку шпијунску организацију као лажни дефектор и да изнутра заустави рад источнонемачког тајног агента Мундта (Питер ван Ајк). Глумачку поставу још чине и Клер Блум (у улози Лимасове девојке Ненси Пери) и Оскар Вернер (у улози тајног агента Фидлера).
Филм је био критички и комерцијални успех и сматра се једним од врхунаца шпијунског жанра.

## Радња
Алек Лимас (Ричард Бартон), бивши оперативац Управе за специјалне операције током Другог светског рата, сада агент Службе за тајну обавештајну делатност (MI6) задужен за надгледање оперативне гране службе у Западној Немачкој, присуствује убиству Карла Римека. Римек је био последњи британски двоструки агент који се успешно инфилтрирао у Источну Немачку, и још један у низу жртава најбољег источнонемачког оперативца, Ханса-Дитера Мундта (Питер ван Ајк).
Огорчен, Лимас се враћа у Лондон по позиву Контроле (Сирил Кјузак), вође контраобавештајне организације Циркус, који покушава да га убеди да се пензионише. Лимас одбија сматрајући да није способан да живи живот за канцеларијским столом. Контрола, схвата да не може да убеди Лимаса да одустане, и даје му последњу мисију; да се инфилтрира у Источну Немачку и заустави Мундтов рад. Лимас прихвата ову мисију. Да би био врбован од стране источнонемачких агената у Великој Британији, Лимас одлази у Биро за незапослене где добија посао у библиотеци Института „Блентајер” за психичко истраживање. На свом новом послу, Лимас упознаје Ненси „Нен” Пери (Клер Блум), чланицу Британске комунистичке партије, и њих двоје се зближавају. Ван посла, Лимас глуми улогу депресивног, огорченог бившег агента који се окренуо алкохолу да би привукао источнонемачке симпатизере. Једног дана након посла, да би његова лаж добила на веродостојности, Лимас напада продавца (Бернард Ли) којем дугује новац и одлази у затвор. По изласку, Нен и он започињу праву везу. Касније тог дана га у парку примећује Еш (Мајкл Хордерн), комунистички симпатизер из Велике Британије, који га позива на вечеру. Еш упознаје Лимаса с Диком Карлтоном (Роберт Харди), агентом тајне организације Веза (енгл. Link) који нуди Лимасу петнаест хиљада британских фунти за неке информације о његовом раду за Службу. Једини предуслов је да Лимас следећег јутра пође са Карлтоном у Холандију, да би упознао тајног агента Фидлера.
После вечере, Лимас одлази у Челзи, до стана Џорџа Смајлија где сазнаје за план да се Мундт обори користећи Фидлера, Мундтовог подређеног, који сматра да је Мундт издајица. Касније, те вечери Лимас одлази код Нен и опрашта се од ње, а следеће јутро са Карлтоном одлази у Хаг да би упознао Фидлера. У Хагу га не дочекује Фидлер, већ тајни агент Питерс (Сем Ванамејкер), који испитује Лимаса о његовом раду за Службу. Лимас говори Питерсу да је његов рад претежно био банковни и да је он потписивао чекове за британске дупле агенте, мада да он никад није упознао ниједног од тих агената и да су сви они радили под песудонимима. Питерс одлучује да су Лимасове информације довољно важне за Фидлера и шаље га за Источну Немачку. Лимас сазнаје да је тражен у Енглеској као нестала особа, и да је Контрола највероватније процурела ту информацију.

У Источној Немачкој, Лимас коначно упознаје Фидлера који га поново испитује о његовом раду за Службу. Лимас оклева да открије нове информације Фидлеру, али њих двојица заједно долазе до закључка да је Мундт заправо британски тајни агент. Лимас сумња у ову тврдњу пошто је био задужен за берлинску грану Службе и био је упознат са свим агентима. Фидлер и Лимас се зближавају упркос њиховим супарничким идеологијама:     
Лимас: Ја сам техничар Фидлеру, само техничар.
Фидлер: Али ниси комунистички техничар?
Лимас: О забога... Не верујем у Божић Бату, не верујем у Бога или у Карла Маркса. Не верујем ни у шта што помера свет.
Фидлер: Али како спаваш ноћима? Мораш да имаш неку филозофију!
Лимас: Резервишем моје право на незнање. То је западњачки начин живота. 
Мундт затим неочекивано долази у њихово склониште и хапси Лимаса и Фидлера због завере. Фидлер успева да објасни своја сазнања својим надређенима и Мундт је заузврат ухапшен.
Тајни трибунал је организован да суди Мундту, и Фидлер као тужилац користи Лимасове информације да прикаже Мундта као двоструког агента који је сам поставио Римека на позицију из које би он могао да највише информација извлачи за Британију, а затим га убио када је Фидлер почео да сумња на њега. Мундтов адвокат (Џорџ Восковец) проналази грешке у Лимасовом сведочењу а затим као изненадног сведока изводи Нен Пери, која је мислила да је позвана у Немачку по налогу Партије за културолошку размену. Нен пуца под притиском испитивања и признаје да ју је посетио Џорџ Смајли и да је добила новчану помоћ од стране британске владе по налогу Лимаса. Лимас, схвативши тежину ситуације, признаје да је заправо тајни агент Уједињеног Краљевства и да никад није био дефектор, а Фидлер је ухапшен и убијен као завереник против Мундта.

Те исте ноћи, Мундт ослобађа Алека и Нен из притвора и даје им инструкције како да побегну назад у Западну Немачку преко Берлинског зида. Мундт објашњава Лимасу да он заправо јесте британски тајни агент и да је цела поента Алековог доласка у Немачку била ликвидација Фидлера који је почео да сумња у Мундтов легитимитет. Лимас схвата да је све што му је рекла Контрола била лаж и да је послат у Немачку само као пион. На путу до зида, Алек и Нен упадају у свађу, јер Нен не може да схвати како је он хладнокрвно прихватио Фидлерово убиство, иако су до тог тренутка били на истој страни. Лимас јој одговара:         
„Шта ког ђавола мислиш да су шпијуни? Морални филозофи који мере све што ураде са речју Карла Маркса или Бога? Нису. Они су гомила јадних бедних копилади као што сам ја, мали људи, пијанице, педери, незадовољни мужеви, државни службеници који се играју „Каубоја и Индијанаца” да мало улепшају њихове одвратне мале животе. Је л' мислиш да седе као монаси у ћелији, вагају добро са злим? Јуче бих убио Мундта јер сам мислио да је био зао и мој непријатељ. Али данас не. Данас је зао и мој пријатељ.”         
Лимас и Нан долазе до Берлинског зида где им је Мундт рекао да оду да би прескочили зид када рефлектор није уперен у њега. Али, док се Лимас пео на зид, рефлектор се окренуо ка њима и Мундтови оперативци су убили Нен, јединог цивила који је био сведок шпијунског живота. Са друге стране зида, Смајли дочекује Лимаса и говори му да пређе у Западну Немачку и врати се у Енглеску. Схвативши ко га чека са друге стране зида, Лимас почиње да се спушта низ зид. Игноришући молбе обе стране да се попне назад на зид и побегне, Лимас се спушта ка Ненином беживотном телу и сам бива убијен од стране Немаца.

## Улоге

### Главне улоге
- Ричард Бартон — Алек Лимас
- Клер Блум — Ненси ”Нен” Пери
- Оскар Вернер — Фидлер

### Споредне улоге
- Питер ван Ајк — Ханс-Дитер Мундт
- Сем Ванамејкер — Питерс
- Руперт Дејвис —  Џорџ Смајли
- Сирил Кјузак —  Контрола (К)
- Џорџ Восковец —  Источнонемачки адвокат одбране
- Мајкл Хордерн —  Еш
- Роберт Харди —  Дик Карлтон
- Бернард Ли —   господин Петмор, продавац
- Том Стерн —  Оперативац Централне Обавештајне Агенције (CIA)
- Беатрикс Леман —  Председница тајног трибунала
- Езмонд Најт и Стив Питас —  Судије трибунала
- Најал Макгинис и Џорџ Микел —  Чувари Контролне тачке Чарли
- Скот Финч —  Немачки водич
- Ен Блејк —  Госпођа Крејл, радница у библиотеци
- Ричард Марнер —  Официр немачког полицијског одреда „Volkspolizei”
- Ворен Мичел —  господин Занфрело
- Ненси Невинсон —  госпођа Занфрело
- Ричард Калдикот —  господин Пит
- Мајкл Рипер —  господин Лофтхаус

### Кастинг
Мартин Рит је желео да карактер Алека Лимаса буде Канађанин (а не Британац као у оригиналном роману) да би га тумачио амерички глумац Берт Ланкастер, чему се Џон ле Каре противио. Он је сматрао да Американац не може да уверљиво испуни улогу која је специфично писана за Британца. Ле Каре је желео да Лимаса глуми британски глумац, неко као Питер Финч или Тревор Хауард. Ричард Бартон је одабран за главну улогу када је ле Каре присуствовао представи Хамлет на Бродвеју где је Бартон глумио улогу духа краља Хамлета. Ле Каре је о процесу кастовања Бартона рекао: 
„[...] И Бартонов перформанс је био сјајан. И имали смо најбоља седишта у сали. И у његовој гардероби је био јако шармантан и рекао ми је да је моја књига најбоља ствар још од не знам ни ја чега. [...] Али оно што сам се питао у овој олуји међусобних комплимената је било: Како ће овај прелепи, громогласни, баритонски велшки глас и овај троструки алфа мужјак таленат стати у карактер пропалог, средњовечног британског шпијуна који није познат по свом шарму. класичној артикулацији или изгледу грчког бога?”
Бартон је у почетку лобирао да улога Лимасове партнерке Лиз Голд оде његовој тадашњој жени Елизабет Тејлор. Након неуспеха да се пронађе споразум (По ле Кареовим речима режисер Мартин Рит ју је лично одбио), Елизабет Тејлор је напустила пројекат, а име карактера је промењено из Лиз Голд у Нен Пери да би се избегле било какве заблуде о Тејлориној улози у филму. Ле Каре је рекао да је ова промена наступила из „очигледних разлога”. Тензија се развила између Елизабет и глумице која је евентуално кастована у улогу Нен, Клер Блум, делом зато што је Клер била у вези са Бартоном током педесетих година 20. века. Између сцена које је снимала са Бартоном, Блум је своје време проводила у својој камп-приколици да би избегла сусрете са Елизабет.

У интервјуу за Criterion колекцију, Џон ле Каре је изнео своју жељу да улога Нен Пери буде дата Рити Тушингам уместо Клер Блум:
„[Рита Тушингам је била] помало шашава, неко ко би могао да одглуми радничку класу, помало усамљена, савршен регрут за Комунистичку партију.”
О Блум је ле Каре касније додао:
„[Клер Блум је била] превише лепа, отмена. [...] она је пружала женски фокус који је био неопходан причи, и зрачи невероватном самоувереношћу. Она је знала да је [Ричард Бартон] неће надглумити у истом кадру. Ја мислим да је она одглумила прелепу улогу невероватно добро.”
О Клер Блум и њеној улози у филму амерички писац Дејвид Плејнт је касније написао: „Клерина префињена лепота показује се као синоним за префињеност културе коју она представља као глумица.”
За улогу продавца Петмора аудицију је имао британски глумац Дејвид Лоџ, који је у својим мемоарима тврдио да је „тотално упропастио шансу” пред Мартином Ритом.
Током педесетих, Мартин Рит је стављен на црну листу Холивуда због сумње да је комуниста или комунистички симпатизер. Због овог догађаја, Рит није желео да унајмљује глумце који су стали на страну Холивуда током овог прогона. При бирању глумаца за филм, Рит је често постављао питање: „Где је он био кад нам је био потребан?” да би сазнао да ли је неки глумац подржавао Холивуд или осуђенике као што је био Рит. Ле Каре сматра да је због овога Рит кастовао глумце као што су Сем Ванамејкер, Клер Блум и Оскар Вернер, који нису били толико популарни у време снимања филма, али су зато били на црној листи заједно са Ритом. Слично Риту, Бартон је позвао своје пријатеље да имају аудиције, па су Мајкл Хордерн и Роберт Харди кастовани у мањим улогама.

## Настанак

#### Сценарио
Мартин Рит је купио права на адаптацију романа Шпијун који је дошао са хладноће пре него што је роман био званично објављен 1963. године. По речима Џона ле Кареа, Рит је са намером желео да купи права на адаптацију романа, јер је сматрао да ће филм бити савршен прелаз са његових ранијих Холивудских радова (као што је филм Хад са Полом Њуманом) на његов тадашњи став усмерен против Макартизма и антикомунистичких идеја Холивуда. У интервјуу за колекцију Criterion, Џон ле Каре је рекао да је од Парамаунта добио девет хиљада британских фунти за права на филм. О томе је имао да каже:
„Па, сваки млади писац на ивици успеха направи од себе будалу. И продајом права Парамаунту, ја сам од себе направио проклету будалу. [...] И Парамаунт би поносно говорио да су украли власништво. Нису га украли, али јесу платили минимално. И продали су ми причу како ће направити уметнички филм.”
Преточење романа у сценарио је прво на себе преузео амерички сценариста Гај Троспер који је, слично Риту, био на црној листи Холивуда током педесетих. Овај сценарио имао је значајније разлике у радњи од радње романа, укључујући сцену где након напада на продавца Петмора, Лимас одлази у психијатријску болницу а не у затвор, а затим бежи из болнице скоком са прозора. Овај сценарио је остао недовршен изненадном болести аутора, па је задатак адаптације преузео енглески сценариста Пол Ден.

#### Снимање
Шпијун који је дошао са хладноће је снимљен у црно-белој техници упркос доступности Panavision и Техниколор техникама за бојење филма, које су у то време биле распрострањене и коришћене у већини Холивудских филмова. Филм је снимљен у оквиру студија Shepperton (транс. Шепертон) у Енглеској и Ardmore (транс. Ардмор) у Републици Ирској као и у Схевенингену у Холандији, Тргу Трафалгар у Лондону и граду Гармиш-Партенкирхен у Немачкој. У Даблину је креирана реплика Берлинског зида за потребе филма, што је током дугих ноћи снимања често привлачило посматраче, што је још више одужило снимање. Изградња зида је оставила велики утисак на јавност у Британији као и у Ирској. Дилис Пауел, новинар за британски The Sunday Times је у својој рецензији филма написао: „Мартин Рит би могао да остане упамћен као продуцент који је изградио Берлински зид.” Снимање је даље закомпликовало присуство Елизабет Тејлор која је често посећивала сет заједно са Јулом Бринером и Френком Зефирелијем. Рит и Бартон су неретко упадали у препирке током снимања, што је довело до раскола на сету. Ле Каре је о овоме рекао:
„Сећам се да сам засео са Ритом и преправио неку сцену, а затим сам засео са Бартоном и поново је преправио, онда сам отрчао назад Риту. Али не сећам се да сам икад сео са обојицом. И тај процес је трајао свега неколико дана, за то време је Рит изјавио да је задовољан преправкама, а Бартон је одлучио да престане да се буни: барем мени.” 
Нетрпељивост између главног глумца и режисера је била видљива, и њих двојица нису крили своју мржњу један према другом. Рит је сматрао да је Бартонов проблем са алкохолом знак „недостатка дисциплине” што се није допадало Бартону. Рит је такође желео да умањи утицај Бартона на филм и да од њега направи „анонимног карактера”. Бартон је ле Кареу у опуштеном разговору рекао да му је жао што уместо Шпијун који је дошао са хладноће није одрадио „један Скофилдски [филм]”. На крају снимања, Рит је, задовољан што више неће радити са Бартоном, пред поставом и сниматељском екипом упоредио Бартона са ”старом курвом” са којом је имао ”последњу добру шеву”. О односу између Бартона и Рита, Мајкл Срагов је написао: „Рит можда није волео да ради са Бартоном, али као режисер, мора да је волео Бартоново умеће.” У интервјуу са магазином Гардијан (енгл. The Guardian), Џон ле Каре се присећао рада на филму у позитивном светлу:
„Режисер и ја смо се добро слагали. Уживао сам пријатељски однос са сценаристом [Полом Деном], који је, испоставило се, као бивши инструктор у британској шпијунској академији током Другог светског рата знао много више о шпијунажи од мене. Никакве веће слободе нису учињене мојој причи - иако то више не видим као мерило - и мој једини посао је био да додам који додатак сценарију док сам се дружио са Ричардом Бартоном и помно пазио његово конзумирање алкохола.”
Када је снимање филма коначно завршено, у интервјуу за Њујорк Тајмс, Рит је рекао: „Очајно сам се провео снимајући овај филм на све могуће начине. Притајена неизговореност филма, мали скучени сетови, тешке карактеризације — цела ствар је била агонија.”

#### Завршетак
Највећи извор несугласица између Рита и студија Парамаунт (енгл. Paramount Pictures) било је око краја филма. Представници Парамаунта желели су да крај филма буде промењен тако да Нен и Алек преживе бег из Источне Немачке и живе „срећно до краја живота”. Такође, сматрали су да ће филм бити неуспех, да је испуњен непотребним дијалогом као и да прича стагнира и на крају не води ничему. Рит је на крају успео да се избори да филм остане непромењен, онакав каквог га је он замислио. Филм је премијерно приказан 16. децембра 1965. године у Сједињеним Америчким Државама, а затим је имао своју премијеру у Уједињеном Краљевству, 13. јануара 1966. године.

#### Музика
Музику за филм је компоновао амерички филмски и телевизијски композитор Сол Каплан:
Аутор(и) свих песама: Сол Каплан.
| №               | Назив                                          | Трајање |  |
| 1.              | The Spy Who Came In From the Cold (Main Theme) | 2:42    |  |
| 2.              | Piano Prelude                                  | 3:03    |  |
| 3.              | Control                                        | 3:51    |  |
| 4.              | Contact                                        | 2:07    |  |
| 5.              | The Pussy Willow Club                          | 3:38    |  |
| 6.              | Pussy Willow Girl                              | 3:21    |  |
| 7.              | Leamas and Fiedler                             | 2:48    |  |
| 8.              | The Compound                                   | 2:58    |  |
| 9.              | The Cell Door                                  | 3:31    |  |
| 10.             | Waltz For a Spy                                | 2:42    |  |
| 11.             | The Spy Comes In                               | 2:39    |  |
| Укупно трајање: | Укупно трајање:                                | 33:24   |  |

## Критика и пријем

#### Благајна
Шпијун који је дошао са хладноће је зарадио 7,6 милиона долара од продаје карата у америчким и британским биоскопима, док је ван изворних земаља зарадио свега 342 долара од продаје карата.

#### Критика
Шпијун који је дошао са хладноће био је критички и комерцијални успех. Критичари су већински позитивно оценили филм, сматрајући да представља реалну деконструкцију шпијунског жанра којег је неколико година пре изласка филма популаризовао серијал филмова о Џејмсу Бонду, који је представио шпијунажу у много позитивнијем светлу. Филм је био номинован за шест БАФТА награда од којих је освојио четири, док је Бартон за своју улогу Алека Лимаса освојио награду Давид ди Донатело и награду Лорел.

Прве реакције критичара на Шпијун који је дошао са хладноће биле су изненађујуће позитивне. Мартин Рит је о овом изненадном успеху рекао:
„Људи су ме хвалили за моју проницљивост, унапред сам намирисао бестселер. Али нисам ни сањао да ће бити толики успех. Мислио сам да ћу можда да направим пријатан, мали, неуспешан филм, али добар филм. Још увек сам задивљен како је филм примљен.”
Босли Кроутер, новинар и филмски критичар за The New York Times магазин, рекао је о филму: „Након свих шпијунских и филмова мистерије романтичне, неуверљиве природе које смо гледали, лепо је видети филм који је реалистичан и уверљив, као што је то Шпијун који је дошао са хладноће.” Брендан Гил за магазин The New Yorker описао је филм: „у сваком погледу задивљујућа адаптација фантастично популарног романа Жона [sic] ле Кареа.” Магазин Variety је о филму имао да каже: „[Шпијун који је дошао са хладноће je] изврсна савремена шпијунска драма о Хладном рату која оставља солидан утисак нагласком на људске вредности, тоталан недостатак механичких шпијунских изума и савршено исконтролисано подигравање.”
Ијан Нејтан, филмски критичар за магазин Empire дао је филму четири звездице од могућих пет и о њему је рекао: „Ниједан други филм није схватио изрезбарену нехуманост и интелектуалну игру потеза и контрапотеза приказаних у шпијунској фикцији Џона ле Кареа, боље од мајсторског, иако суморног, приказа исквареног идеализма Мартина Рита. [...] [Шпијун који је дошао са хладноће] је антитеза грандиозних авантура 007: мрачан, распричан, депресиван, али јако интелигентан, запањујуће оштар и прелепо одглумљен.” Део рецензије у магазину Monthly Film Bulletin гласи: „Концентрација је захтевана;  и заслужена тензијом и тачношћу дијалога и високим нивоом перформанса... [постава] даје перформансе сорте која одмах захтева пажњу, чак и ако се карактери слабо развијају након тачке у којој смо их први пут упознали.”
Филип Шојер за магазин Los Angeles Times написао је: „[Шпијун који је дошао са хладноће] није лак, и сигурно није угодан, филм за гледање; превише неличан превише објективан, да би нас потресао до плача, тако да нас крај једино може оставити депресивним.” Ричард Коу, критичар магазина The Washington Post, тврди да је уживао у филму и пише: „Нисам делио евидентно проширену љубав према Шпијун који је дошао са хладноће у његовом оригиналном облику као роман, али ја свакако сматрам да је он јако интересантан филм.”
Критичар Муртаза Али Кан је фокус ставио на Бартонов перформанс и рекао је о њему: „Очаравајући перформанс Ричарда Бартона, можда чак и његов најбољи икада, даје велику вредност филму. Као прави камелеон, Бартон од почетка престаје да буде он тако што без труда ствара свој алтер его —окорелог, сумњичавог, све само непобеђеног британског шпијуна Алека Лимаса.” Али Кан је закључио своју рецензију речима: „Све у свему Шпијун који је дошао са хладноће не испуњава само жеље фанова шпијунаже већ на неке начине превазилази њихова очекивања. Брилијантна од почетка до краја, ево је прича која је не само забавна већ има снагу да одушеви интелигентну публику.”
Дејв Кер, за магазин Chicago Reader, написао је да је филм: „Мрачан, монотон и површан” али да сматра да „Бартонов остарели агент има неке искрене дирљивости.” За магазин Slant, Фернандо Кроук је написао: „Самозадовољно горак где су Џејмс Бонд филмови ноншалантно безобзирни, Ритов Шпијун који је дошао са хладноће се чини као анти-трилер додатак његовом хваљеном анти-вестерну Хад.” Кроук је закључио своју рецензију написавши: „На крају крајева филм се урушава под тежином своје мрачне озбиљности; његова туробност постаје, не антидот Џејмсу Бонду већ његов одраз у поломљеном огледалу” и оценио је филм са две звездице од могућих пет.
На агрегатним сајтовима Letterboxd, IMDb и Rotten Tomatoes филм има скорове 3.8 (на скали од 1 до 5), 7,6 (на скали од 1 до 10; укупно 16.831 гласова) и 89 (на скали од 1 до 100).
Филм се сматра једним од најбољих у жанру шпијунаже.

#### Criterion колекција
Шпијун који је дошао са хладноће је 2008. године званично постао део Criterion колекције, где је био рестауриран и објављен у DVD формату, а затим и у Blu-ray формату 2013. године.
Дигитално побољшање и његово објављивање у оквиру Criterion колекције, обновило је интерес око филма. Ник Шагер, новинар за AV Club је дао филму оцену 4+ на скали од 1 до 5 и фокусирао се на Бартонов перформанс о којем је написао: „Оштро компоноване црно-беле слике, по заслузи Мартина Рита и кинематографа Освалда Мориса, ограничавају Бартона гурајући га у ивице екрана. Заробљен у уским физичким просторима, Бартон је фигура болне трагедије, она чија је пропаст — виђена у једном од многих срцепарајућих close-up кадрова — његова кривица, и неизбежна је који год он избор направи.” Есејиста и филмски критичар Мајкл Срагов написао је о филму: „[Шпијун који је дошао са хладноће] је шпијунски филм који није нападан, нити ти се прикрада као лопов. Уместо тога, он креира атмосферу муке, страха и беса која појачава сваку паузу у акцији и радњу глумаца, остављајући гледаоце да висе о свакој речи криптичног, понекад елоквентног дијалога”

## Награде
Листа значајнијих награда које је филм освојио, или за које је био номинован:
| Награда                                     | Категорија                                            | Номиновани                                              | Резултат   | Напомена |
| ------------------------------------------- | ----------------------------------------------------- | ------------------------------------------------------- | ---------- | -------- |
| Награда Оскар                               | Награда Оскар за најбољег главног глумца              | Ричард Бартон                                           | Номинација | [ б ]    |
| Награда Оскар                               | Награда Оскар за најбољу сценографију                 | Хал Переира, Темби Ларсен, Едвард Маршал и Џози Мекевин | Номинација | [ г ]    |
| Награде Британског кинематограског удружења | Награда за најбољу кинематографију                    | Освалд Морис                                            | Освојено   |          |
| Награде БАФТА                               | БАФТА за најбољег британског глумца                   | Ричард Бартон                                           | Освојено   |          |
| Награде БАФТА                               | БАФТА за најбољу кинематографију - црно-бели филмови  | Освалд Морис                                            | Освојено   |          |
| Награде БАФТА                               | БАФТА за најбољи британски филм                       | Мартин Рит                                              | Освојено   |          |
| Награде БАФТА                               | БАФТА за најбољи британски филм из било ког извора    | Мартин Рит                                              | Номинација | [ д ]    |
| Награде БАФТА                               | БАФТА за најбољи уметнички правац - црно-бели филмови | Темби Ларсен                                            | Освојено   |          |
| Награде БАФТА                               | БАФТА за најбољег страног глумца                      | Оскар Вернер                                            | Номинација | [ ђ ]    |
| Награде Златни глобус                       | Златни глобус за најбољег глумца у споредној улози    | Оскар Вернер                                            | Освојено   |          |
| Награде Давид ди Донатело                   | Награда за најбољег страног глумца                    | Ричард Бартон                                           | Освојено   |          |
| Награде Едгар Алан По                       | Награда Едгар за најбољи филм                         | Гај Троспер, Пол Ден                                    | Освојено   |          |
| Награде Лорел                               | Награда за најбољи мушки драмски перформанс           | Ричард Бартон                                           | Освојено   |          |
| Национални рецензиони одбор                 | Листа топ 10 најбољих филмова објављених 1965. године | Листа топ 10 најбољих филмова објављених 1965. године   | Пето место |          |
| Награде Америчког удружења сценариста       | Најбоље написана америчка драма                       | Гај Троспер, Пол Ден                                    | Номинација | [ е ]    |